# داس دسته‌بلند

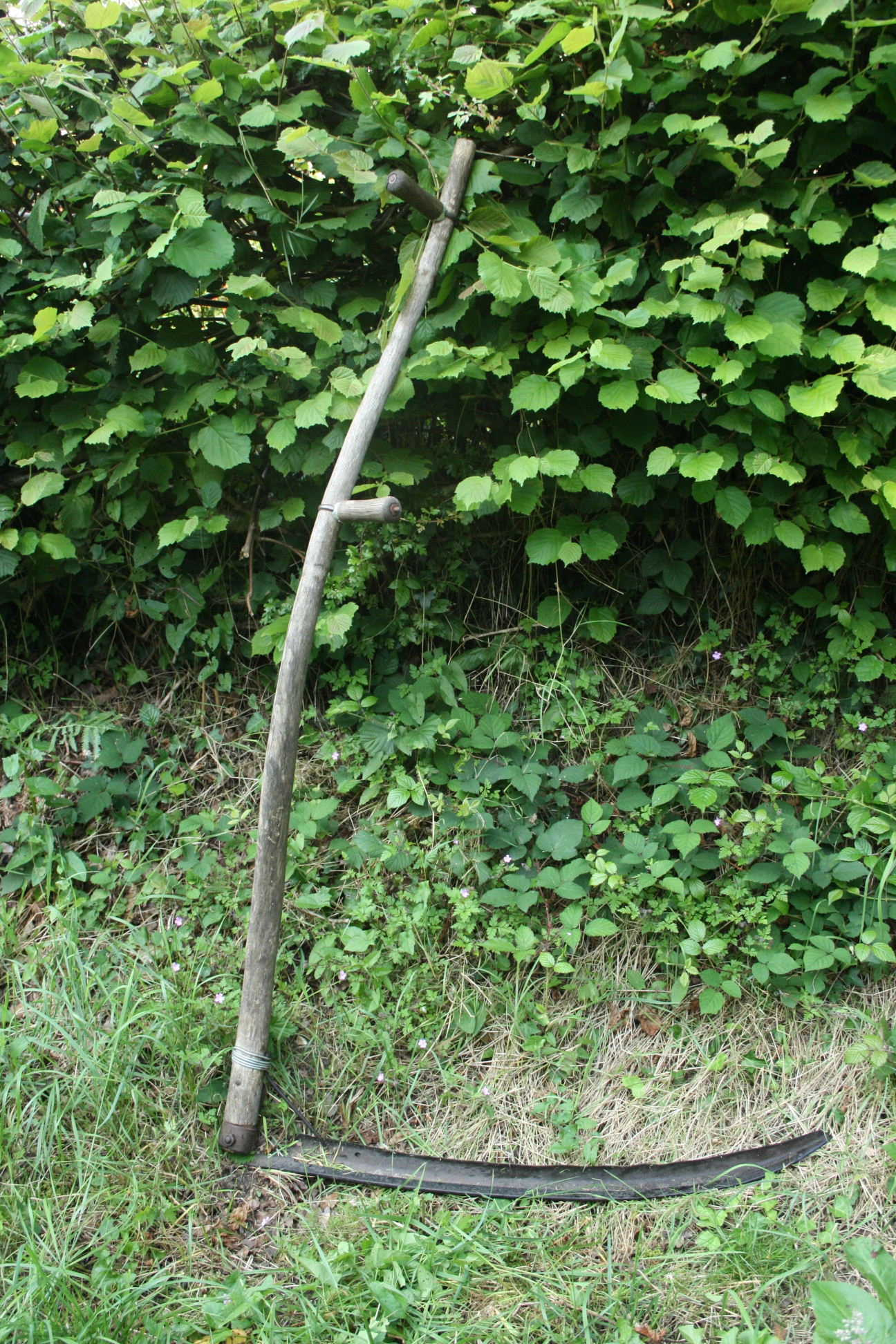
یک داس دسته بلند سنتی.

داس دسته‌بلند یا سایس(ترکی : درگز) وسیله‌ای است برای کشاورزی که از آن برای جابه‌جا کردن یا برداشتن علوفه استفاده می‌شود. تفاوت آن با داس معمولی این است که فرد دروگر هنگام استفاده از داس دسته‌بلند نیازی نیست خم شود و ایستاده می‌تواند به درو بپردازد.
اکنون دیگر کمتر از داس دسته‌بلند استفاده می‌شود و تراکتور و کمباین جایگزین آن شده‌است اما هنوز در بعضی از مناطق اروپا و آسیا کاربرد دارد.
این نوع داس به‌عنوان نماد در فرهنگ‌های غربی باقی مانده‌است و شکل شخصیت‌یافته مرگ در نقاشی‌ها، داستان‌ها و فیلم‌ها همواره یک داس دسته‌بلند در دست خود دارد. همچنین تصور می‌شود چهارمین سوار از چهار سوار آخرالزمان نیز در دست خود داس دسته‌بلند داشته باشد.